# Giải vô địch bóng đá U-18 nữ Đông Nam Á 2022
Giải vô địch bóng đá nữ U-18 Đông Nam Á 2022 (tiếng Anh: 2022 AFF U-18 Women's Championship) là mùa giải thứ 2 của Giải vô địch bóng đá nữ U-19 Đông Nam Á được tổ chức bởi Liên đoàn bóng đá Đông Nam Á (AFF) tại Indonesia.
Thái Lan là đương kim vô địch của giải đấu, nhưng đã không thể bảo vệ thành công chức vô địch sau khi để thua Úc 1-0 trong trận bán kết. Úc sau đó đã giành chức vô địch lần đầu tiên sau khi đánh bại Việt Nam 2-0 trong trận chung kết.

## Các đội tham dự
Giải đấu không có vòng loại, tất cả đều được tham dự vòng chung kết. Các đội bóng thành viên của Liên đoàn bóng đá Đông Nam Á dưới đây đều tham dự giải đấu.
| Đội         | Hiệp hội         | Tham dự | Thành tích tốt nhất lần trước |
| ----------- | ---------------- | ------- | ----------------------------- |
| Úc          | LĐBĐ Úc          | 1 lần   | Lần đầu                       |
| Campuchia   | LĐBĐ Campuchia   | 1 lần   | Lần đầu                       |
| Indonesia   | HHBĐ Indonesia   | 1 lần   | Lần đầu                       |
| Malaysia    | HHBĐ Malaysia    | 1 lần   | Lần đầu                       |
| Myanmar     | LĐBĐ Myanmar     | 2 lần   | Hạng ba (2014)                |
| Philippines | LĐBĐ Philippines | 1 lần   | Lần đầu                       |
| Singapore   | HHBĐ Singapore   | 2 lần   | Hạng tư (2014)                |
| Thái Lan    | HHBĐ Thái Lan    | 2 lần   | Vô địch (2014)                |
| Việt Nam    | LĐBĐ Việt Nam    | 2 lần   | Á quân (2014)                 |

## Địa điểm
Các trận đấu sẽ diễn ra tại Thành phố Thể thao Jakabaring, với Sân vận động Gelora Sriwijaya là sân chính và Sân điền kinh Jakabaring là sân phụ.
| Palembang                                               | Palembang                |
| ------------------------------------------------------- | ------------------------ |
| Sân vận động Gelora Sriwijaya                           | Sân điền kinh Jakabaring |
| Capacity: 23.000                                        | Capacity: 1.000          |
|                                                         |                          |
| Giải vô địch bóng đá U-18 nữ Đông Nam Á 2022 (Thế giới) |                          |

## Vòng bảng

### Bảng A
| VT | Đội           | ST | T | H | B | BT | BB | HS  | Đ  | Giành quyền tham dự     |
| -- | ------------- | -- | - | - | - | -- | -- | --- | -- | ----------------------- |
| 1  | Việt Nam      | 4  | 4 | 0 | 0 | 19 | 1  | +18 | 12 | Vòng đấu loại trực tiếp |
| 2  | Thái Lan      | 4  | 3 | 0 | 1 | 13 | 1  | +12 | 9  | Vòng đấu loại trực tiếp |
| 3  | Indonesia (H) | 4  | 2 | 0 | 2 | 3  | 5  | −2  | 6  |                         |
| 4  | Campuchia     | 4  | 0 | 1 | 3 | 1  | 13 | −12 | 1  |                         |
| 5  | Singapore     | 4  | 0 | 1 | 3 | 1  | 17 | −16 | 1  |                         |

| Campuchia | 0–4      | Thái Lan                                                           |
| --------- | -------- | ------------------------------------------------------------------ |
|           | Chi tiết | - Aimee Kahapan 4' - Jeena Thongpan 11', 43' - Praewa Nudnabee 18' |

| Indonesia                 | 1–0      | Singapore |
| ------------------------- | -------- | --------- |
| - Claudia Scheneumann 30' | Chi tiết |           |

| Việt Nam | 9–0      | Singapore |
| --- | -------- | --------- |
| - Ngọc Minh Chuyên 8', 20' - Lưu Hoàng Vân 12', 41', 52', 90' - Đặng Thị Duyên 23', 33' - Hồ Thị Thanh Thảo 43' | Chi tiết |           |

| Indonesia          | 1–0      | Campuchia |
| ------------------ | -------- | --------- |
| - Sheva Imut 90+2' | Chi tiết |           |

| Thái Lan | 6–0 | Singapore |
| --- | --- | --------- |
| - Thawanrat Promthongmee 45', 56' - Aimee Kahapan 53' - Jeena Thongpan 78' - Supansa Trisutho 84' - Thanchanok Jansri 86' |     |           |

| Việt Nam                                            | 2–1      | Indonesia         |
| --------------------------------------------------- | -------- | ----------------- |
| - Ngọc Minh Chuyên 45+3' - Nguyễn Thị Như Quỳnh 73' | Chi tiết | - Marsela Awi 38' |

| Campuchia | 0–7 | Việt Nam |
| --------- | --- | --- |
|           |     | - Hồng Như Hoa 5' - Ngọc Minh Chuyên 6', 45' - Nguyễn Thị Hải Yến 9' - Nguyễn Phương Anh 30', 58' - Hoàng Thị Ngọc Anh 47' |

| Thái Lan                                              | 3–0 | Indonesia |
| ----------------------------------------------------- | --- | --------- |
| - Supansa Trisutho 3', 26' - Pichayatida Manowong 53' |     |           |

| Singapore | 1–1 | Campuchia |
| --------- | --- | --------- |
|           |     |           |

| Việt Nam                   | 1–0 | Thái Lan |
| -------------------------- | --- | -------- |
| - Nguyễn Thị Như Quỳnh 49' |     |          |

### Bảng B
| VT | Đội         | ST | T | H | B | BT | BB | HS  | Đ | Giành quyền tham dự     |
| -- | ----------- | -- | - | - | - | -- | -- | --- | - | ----------------------- |
| 1  | Úc          | 3  | 3 | 0 | 0 | 14 | 1  | +13 | 9 | Vòng đấu loại trực tiếp |
| 2  | Myanmar     | 3  | 2 | 0 | 1 | 6  | 3  | +3  | 6 | Vòng đấu loại trực tiếp |
| 3  | Malaysia    | 3  | 1 | 0 | 2 | 2  | 11 | −9  | 3 |                         |
| 4  | Philippines | 3  | 0 | 0 | 3 | 2  | 9  | −7  | 0 |                         |

| Úc                                                          | 4–0 | Philippines |
| ----------------------------------------------------------- | --- | ----------- |
| - Avaani Prakash 26', 62' - India Beier 59' - Maya Lobo 69' |     |             |

| Myanmar                                    | 2–0 | Malaysia |
| ------------------------------------------ | --- | -------- |
| - Su Myat Noe 60' - May Thet Mon Myint 82' |     |          |

| Philippines  | 1–3 | Myanmar                                     |
| ------------ | --- | ------------------------------------------- |
| - Lucban 87' |     | - Hnin Myint Aye 33', 90' - Su Myat Noe 37' |

| Malaysia | 0–8 | Úc |
| -------- | --- | --- |
|          |     | - Jonti Fisher 18' - Ella O'Grady 37', 44' - Isabella Accardo 45' - Daisy Brown 77', 90' - Sienna Saveska 89' - Ella Abdul Massih 90+2' |

| Úc                                  | 2–1 | Myanmar           |
| ----------------------------------- | --- | ----------------- |
| - Daisy Brown 3' - Ella O'Grady 65' |     | - Su Myat Noe 68' |

| Malaysia        | 2–1 | Philippines    |
| --------------- | --- | -------------- |
| - Irdina 4', 8' |     | - Flanigan 52' |

## Vòng đấu loại trực tiếp
Trong vòng đấu loại trực tiếp, hiệp phụ và loạt sút luân lưu sẽ được sử dụng để quyết định đội thắng nếu cần thiết.

### Sơ đồ
|  | Bán kết               | Bán kết |                       |   | Chung kết | Chung kết |
|  |                       |         |                       |   |           |           |
|  | 2 tháng 8 – Palembang |         |                       |   |           |           |
|  |                       |         |                       |   |           |           |
|  | Việt Nam              | 4       |                       |   |           |           |
|  | Việt Nam              | 4       | 4 tháng 8 – Palembang |   |           |           |
|  | Myanmar               | 1       |                       |   |           |           |
|  | Myanmar               | 1       | Việt Nam              | 0 |           |           |
|  | 2 tháng 8 – Palembang |         | Việt Nam              | 0 |           |           |
|  |                       | Úc      | 2                     |   |           |           |
|  | Úc (s.h.p.)           | Úc      | 2                     | 1 |           |           |
|  | Úc (s.h.p.)           |         |                       | 1 |           |           |
|  | Thái Lan              | 0       |                       |   |           |           |
|  | Thái Lan              | 0       | Tranh hạng ba         |   |           |           |
|  |                       |         |                       |   |           |           |
|  | 4 tháng 8 – Palembang |         |                       |   |           |           |
|  |                       |         |                       |   |           |           |
|  | Myanmar               | 0       |                       |   |           |           |
|  | Myanmar               | 0       |                       |   |           |           |
|  | Thái Lan              | 2       |                       |   |           |           |

### Các trận đấu

#### Bán kết
| Việt Nam                                                                             | 4–1 | Myanmar             |
| ------------------------------------------------------------------------------------ | --- | ------------------- |
| - Đỗ Thị Ánh My 27' - Ngọc Minh Chuyên 58' - Trần Nhật Lan 64' - Lưu Hoàng Vân 90+1' |     | - Wai Phoo Eain 82' |

| Úc                  | 1–0 (s.h.p.) | Thái Lan |
| ------------------- | ------------ | -------- |
| - Ella O'Grady 108' |              |          |

#### Tranh hạng ba
| Myanmar | 0–2 | Thái Lan                                          |
| ------- | --- | ------------------------------------------------- |
|         |     | - Pichayatida Manowong 21' - Jeena Thongpan 90+1' |

#### Chung kết
| Việt Nam | 0–2 | Úc                                |
| -------- | --- | --------------------------------- |
|          |     | - Sienna Saveska 39' - Stanic 53' |

## Thống kê

### Cầu thủ ghi bàn
Đã có 71 bàn thắng ghi được trong 20 trận đấu, trung bình 3.55 bàn thắng mỗi trận đấu.
6 bàn thắng
- Ngọc Minh Chuyên

5 bàn thắng
- Lưu Hoàng Vân

4 bàn thắng
- Ella O'Grady
- Jeena Thongpan

3 bàn thắng
- Supansa Trisutho
- Daisy Brown

2 bàn thắng
- Avaani Prakash
- Sienna Saveska
- Đặng Thị Duyên
- Nguyễn Phương Anh
- Nguyễn Thị Như Huỳnh
- Trần Nhật Lan
- Aimee Kahapan
- Thawanrat Promthongmee
- Pichayatida Manowong
- Su Myat Noe
- Hnin Myint Aye
- Irdina

1 bàn thắng
- Claudia Scheunemann
- Sheva Imut Furyzcha
- Marsela Awi
- May Thet Mon Myint
- Wai Phoo Eain
- Hồ Thị Thanh Thảo
- Hồng Như Hoa
- Nguyễn Thị Hải Yến
- Hoàng Thị Ngọc Anh
- Nguyễn Thị Như Quỳnh
- Đỗ Thị Ánh My
- Thanchanok Jansri
- Praewa Nudnabee
- Lucban
- Flanigan
- Jonti Fisher
- Isabella Accardo
- Ella Abdul Massih
- India Beier
- Maya Lobo
- Stanic

### Bảng xếp hạng
Bảng này cho biết thứ hạng của các đội xuyên suốt giải đấu.

| VT | Đội           | ST | T | H | B | BT | BB | HS  | Đ  | Kết quả chung cuộc  |
| -- | ------------- | -- | - | - | - | -- | -- | --- | -- | ------------------- |
| 1  | Úc            | 5  | 5 | 0 | 0 | 17 | 1  | +16 | 15 | Vô địch             |
| 2  | Việt Nam      | 6  | 5 | 0 | 1 | 23 | 4  | +19 | 15 | Á quân              |
| 3  | Thái Lan      | 6  | 4 | 0 | 2 | 15 | 2  | +13 | 12 | Hạng ba             |
| 4  | Myanmar       | 5  | 2 | 0 | 3 | 7  | 9  | −2  | 6  | Hạng tư             |
|    |               |    |   |   |   |    |    |     |    |                     |
| 5  | Indonesia (H) | 4  | 2 | 0 | 2 | 3  | 5  | −2  | 6  | Bị loại ở vòng bảng |
| 6  | Malaysia      | 3  | 1 | 0 | 2 | 2  | 11 | −9  | 3  | Bị loại ở vòng bảng |
| 7  | Campuchia     | 4  | 0 | 1 | 3 | 1  | 13 | −12 | 1  | Bị loại ở vòng bảng |
| 8  | Singapore     | 4  | 0 | 1 | 3 | 1  | 17 | −16 | 1  | Bị loại ở vòng bảng |
| 9  | Philippines   | 3  | 0 | 0 | 3 | 2  | 9  | −7  | 0  | Bị loại ở vòng bảng |